# Sturz (Architektur)

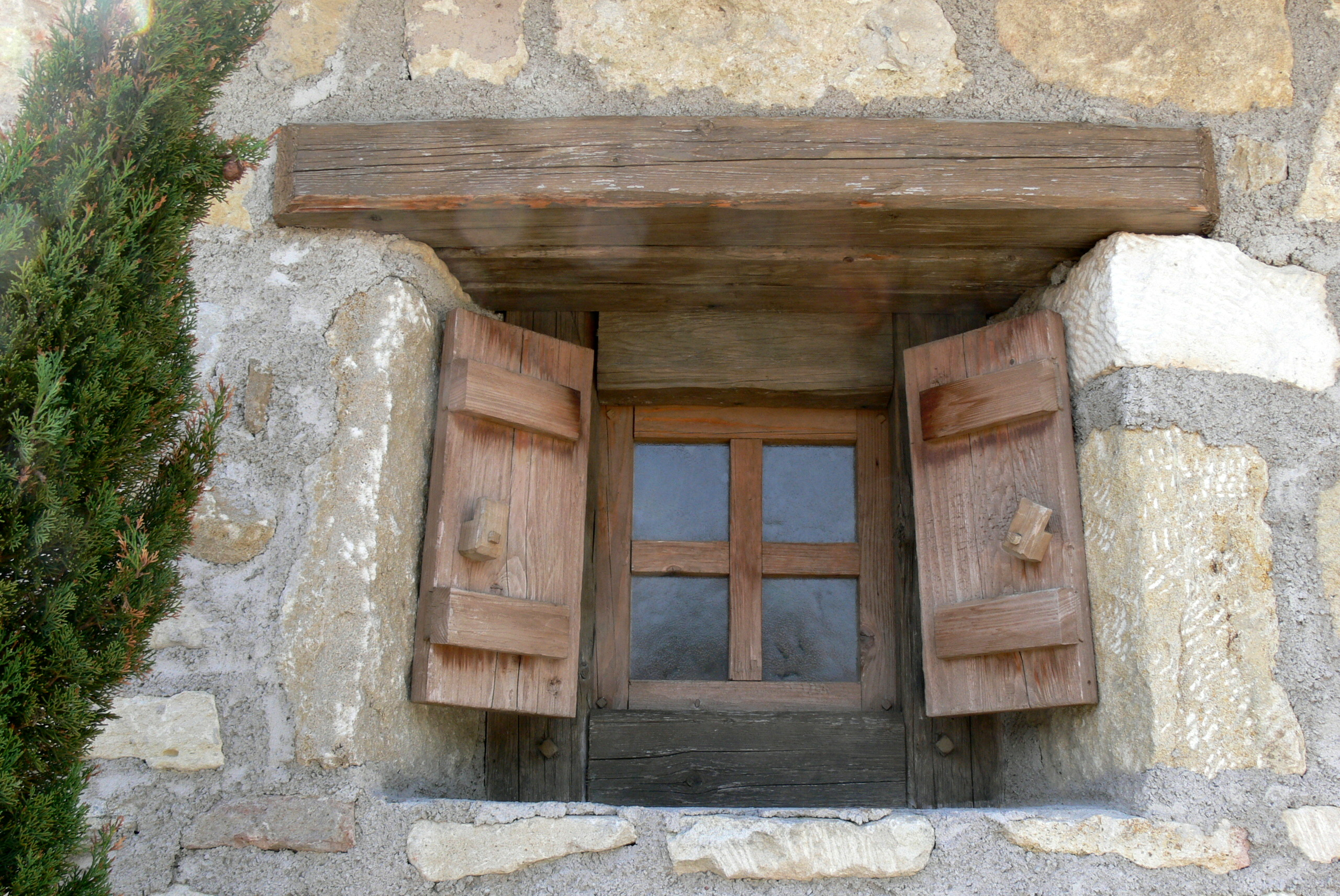
Hölzerner Fenstersturz im Mauerwerk

Ein Sturz ist in der Architektur der waagerechte obere Abschluss einer Tür- oder Fensteröffnung.

## Wortherleitung
Der alte Begriff Sturz ist im Zusammenhang mit Türen und Fenstern seit etwa dem Jahr 1000 überliefert. Die Etymologie bietet als eine mögliche Herleitung die transitive Bedeutung „hinunterstürzen; umstülpen“ an, was in diesem Zusammenhang ein – im Gegensatz zur unten liegenden Schwelle – umgestülptes Bauteil bedeuten würde. Fenster- und Türsturz seien demnach metaphorische „Umstülpungen des Mauerwerks“. Wohl aus diesem Grund wurde daher der Sturz früher auch als Oberschwelle bezeichnet.

## Weitere Begriffe
In Österreich wird ein Sturz auch als Überlager bezeichnet.
In der Schweiz wird der Sturz von Fenstern oder Türen als Kämpfer bezeichnet.
Im Fachwerkbau heißt der Sturz Sturzriegel.
Im Stahlbau nennt man einen Sturz auch Träger.
In der romanischen und gotischen Sakralarchitektur, bei der repräsentativ Türstürze in die Gestaltung des aufruhenden Tympanons einbezogen wurden, spricht man von einem Linteau (franz.) oder Lintel (engl.).
Obwohl der Sturz definitionsgemäß zumeist als gerade Überfangung einer Maueröffnung betrachtet wird, sind früher verschiedentlich auch bogenförmige Abschlüsse als „Bogensturz“ bezeichnet worden.

## Konstruktion, Verwendung und Gestaltung
Die ersten Tür- oder Fensterstürze waren wahrscheinlich hölzerne Balken. Später wurden sie durch aufwändiger zu bearbeitende Werksteine abgelöst, die in Einzelfällen monumentale Abmessungen erreichen konnten (vgl. Stonehenge, Portata von Naxos).
Um einen steinernen Sturz gegen Durchbrechen zu entlasten, kann er mit einem Entlastungsbogen überspannt sein. Die gegenüber der Balkenwirkung statisch günstigere Bogenwirkung kann innerhalb eines geraden Sturzes auch als scheitrechter Bogen (scheitrechter Sturz) ausgebildet sein.
Das vor allem als barockes Gestaltungsprinzip verstandene Motiv der Ohrung geht konstruktiv auf den seitlich über die Fenster- oder Türöffnung hinausreichenden Sturz zurück. Hauptartikel → Ohrung (Ornament)
Die herausgehobene Position des Sturzes vor allem über Portalen und Haustüren hat in der Architektur zu besonderen Gestaltungen geführt, oftmals wurde der Sturz auch zum Träger von Inschriften, Wappen oder Bildprogrammen.
Das Bauprinzip des Sturzes wird auch auf andere Bauteile als Türen und Fensterabschlüsse übertragen, etwa auf offene Kamine, wo der Sturz die Kaminhaube abfängt.

Historische Beispiele
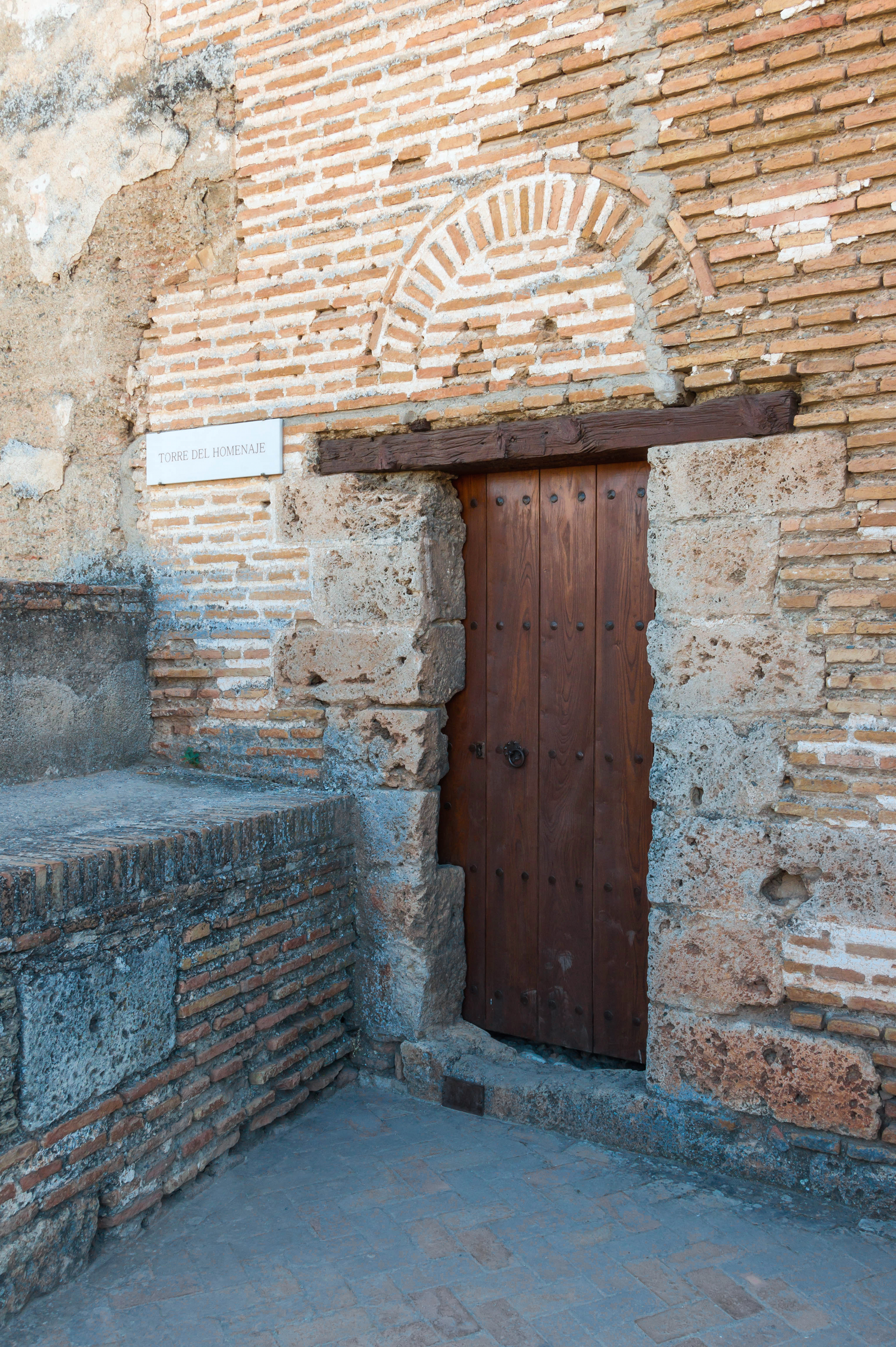
Hölzerner Türsturz mit gemauertem Entlastungsbogen
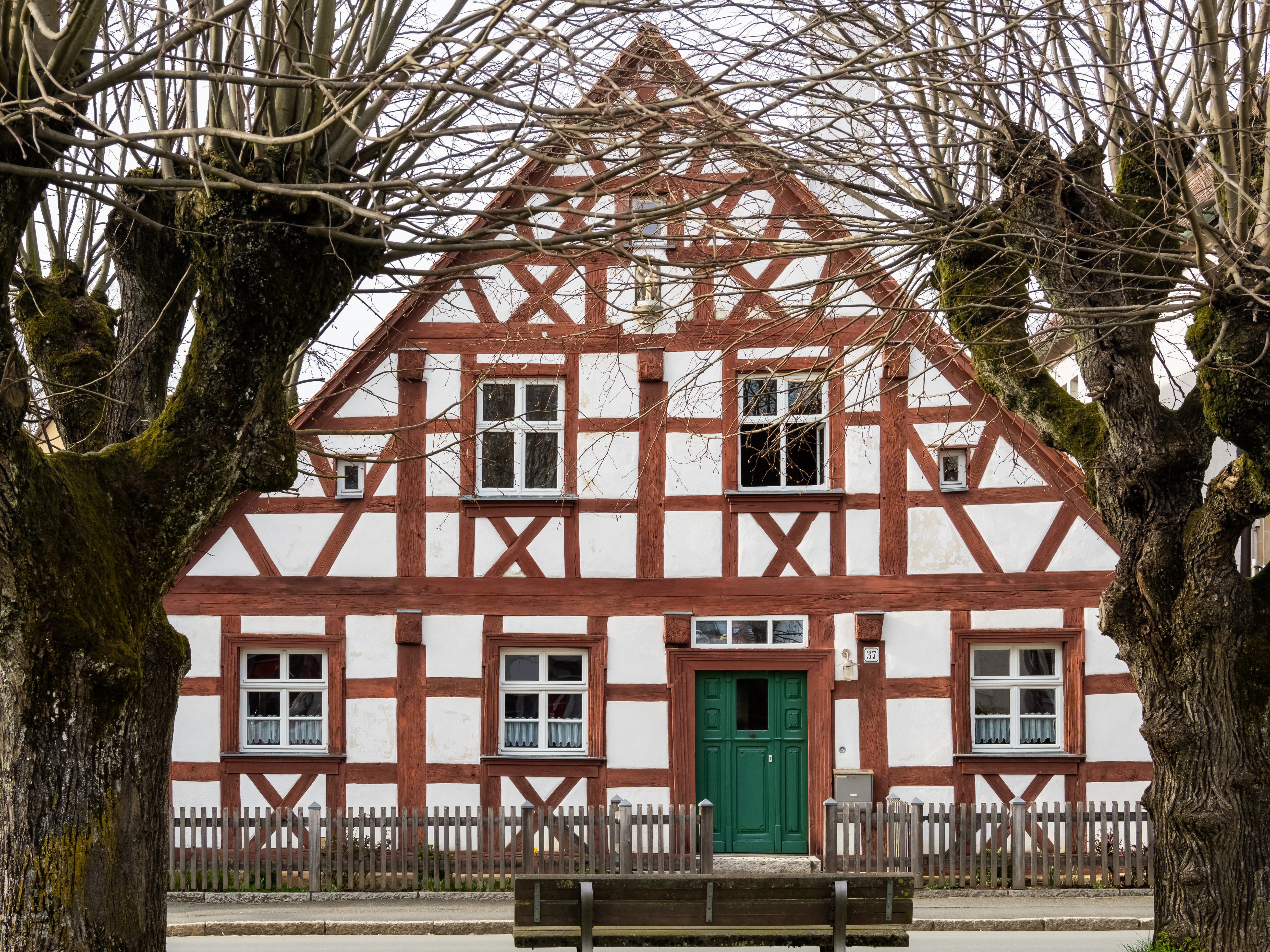
Fachwerkhaus mit Sturzriegeln über Haustür und Fenstern
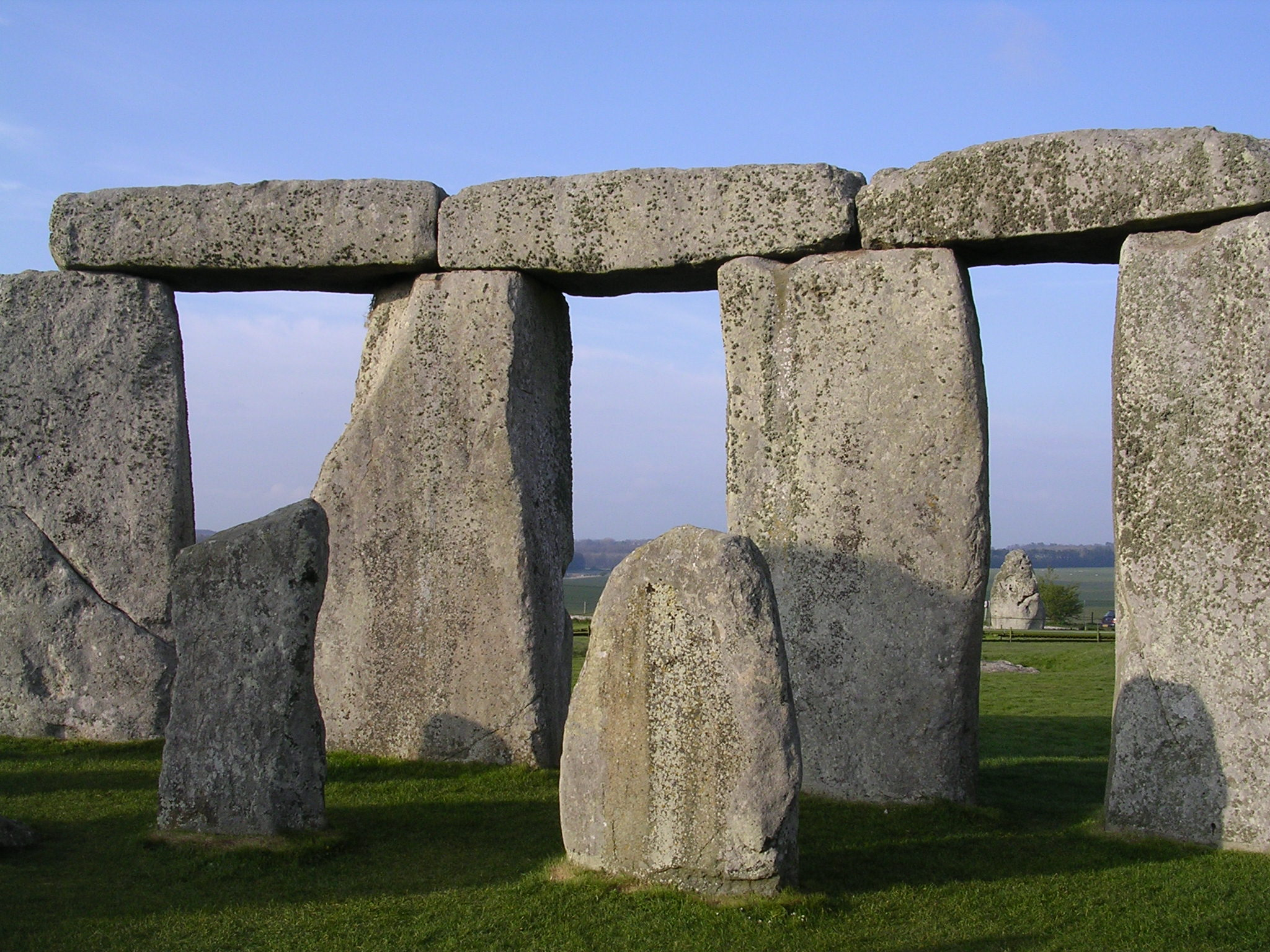
Drei monumentale steinerne Sturzbalken in Stonehenge
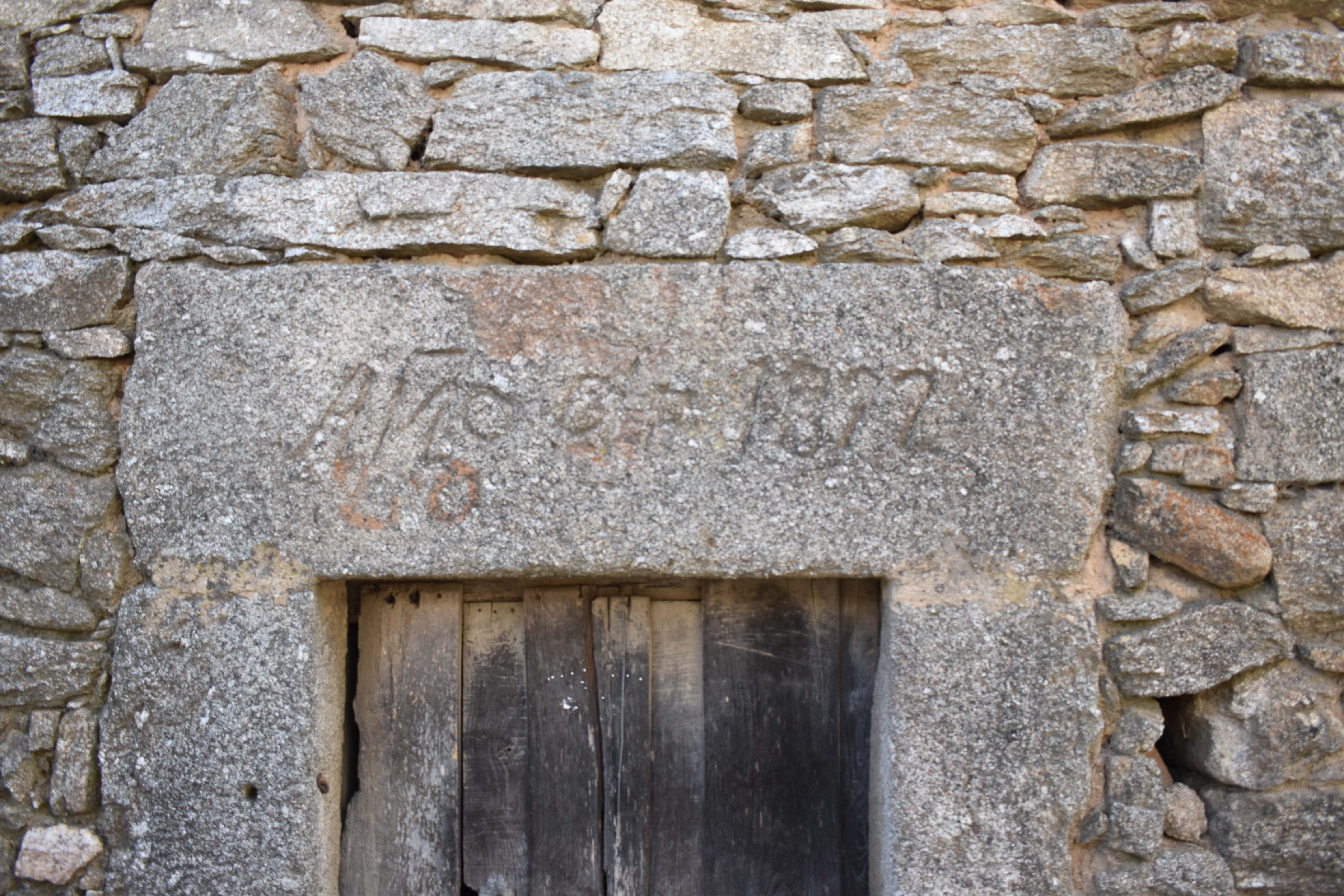
Steinerner Türsturz mit Inschrift
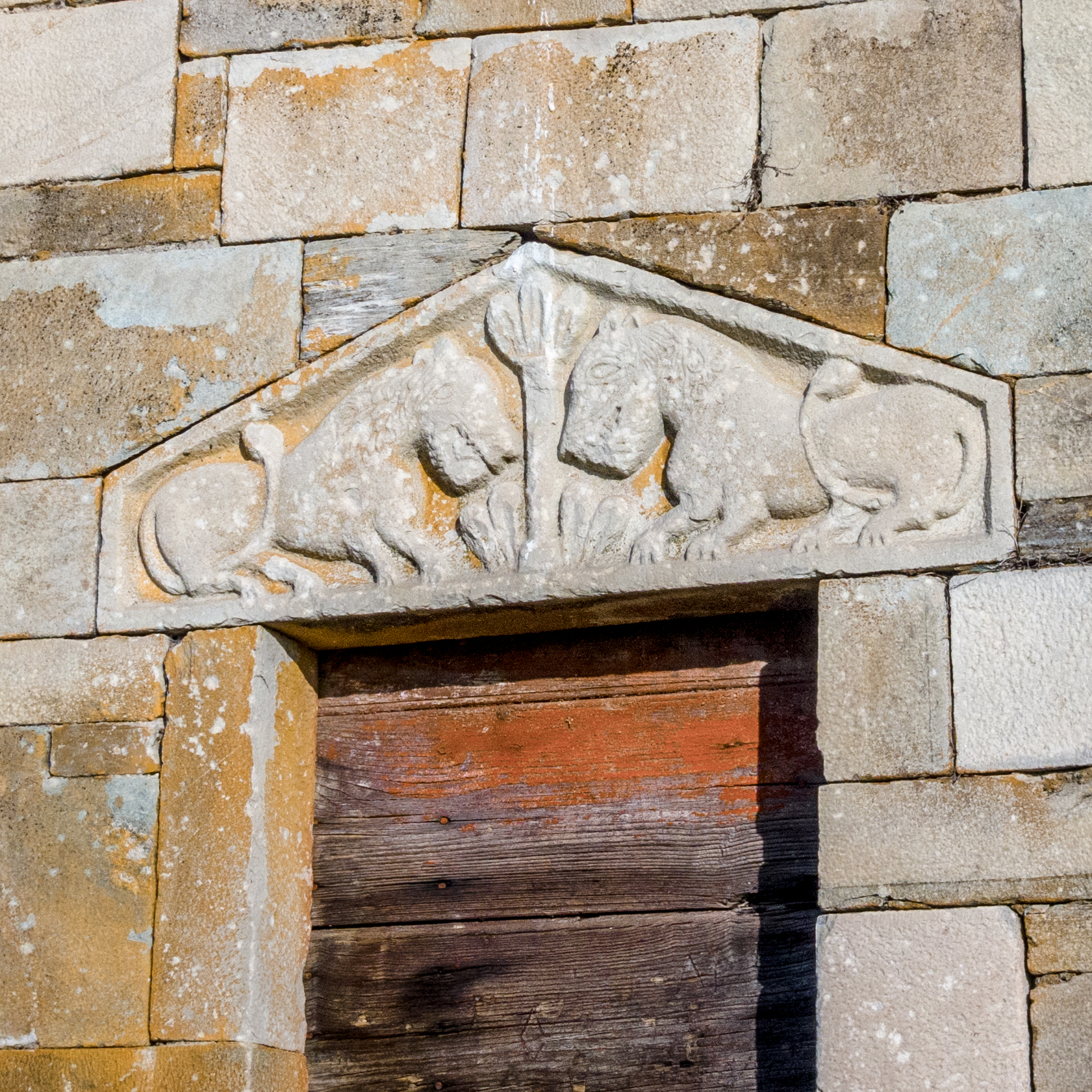
Steinerner Sturz in Dachform, mit Bildprogramm
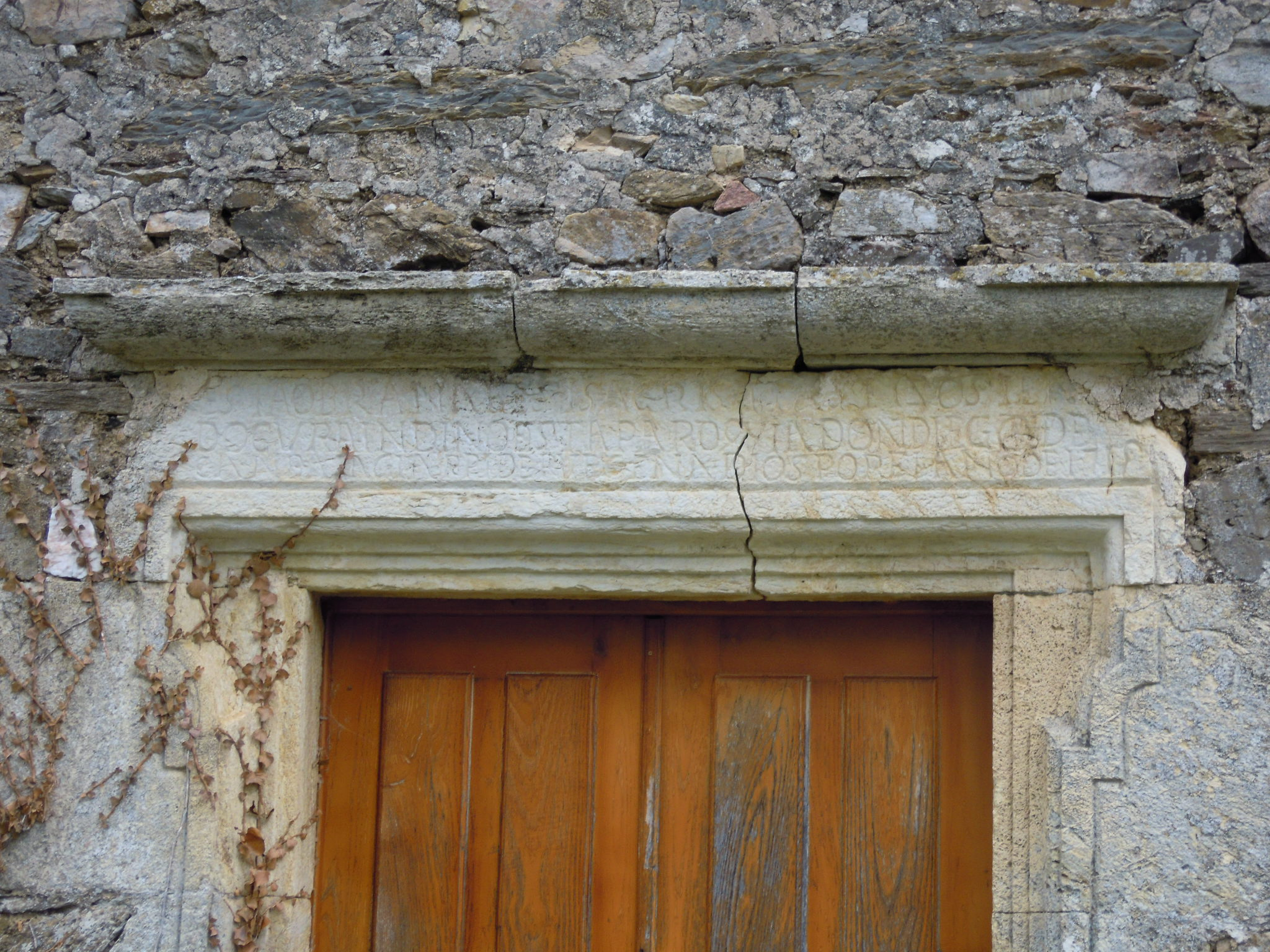
Steinerner Sturz (gebrochen) als Inschriftenträger
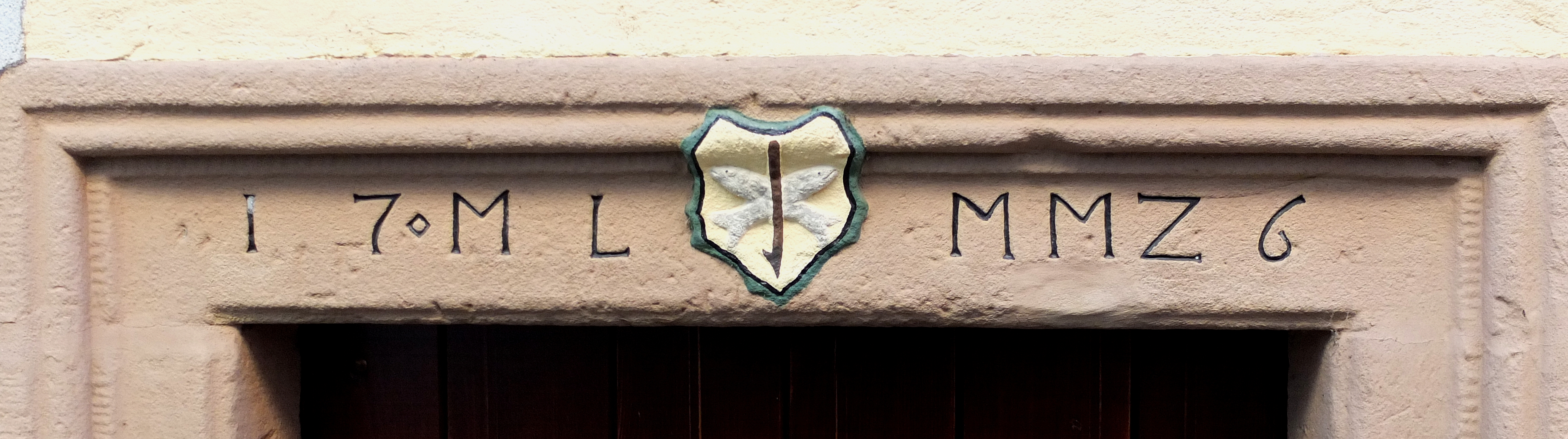
Steinerner Türsturz der Barockzeit mit Inschriften und Wappen
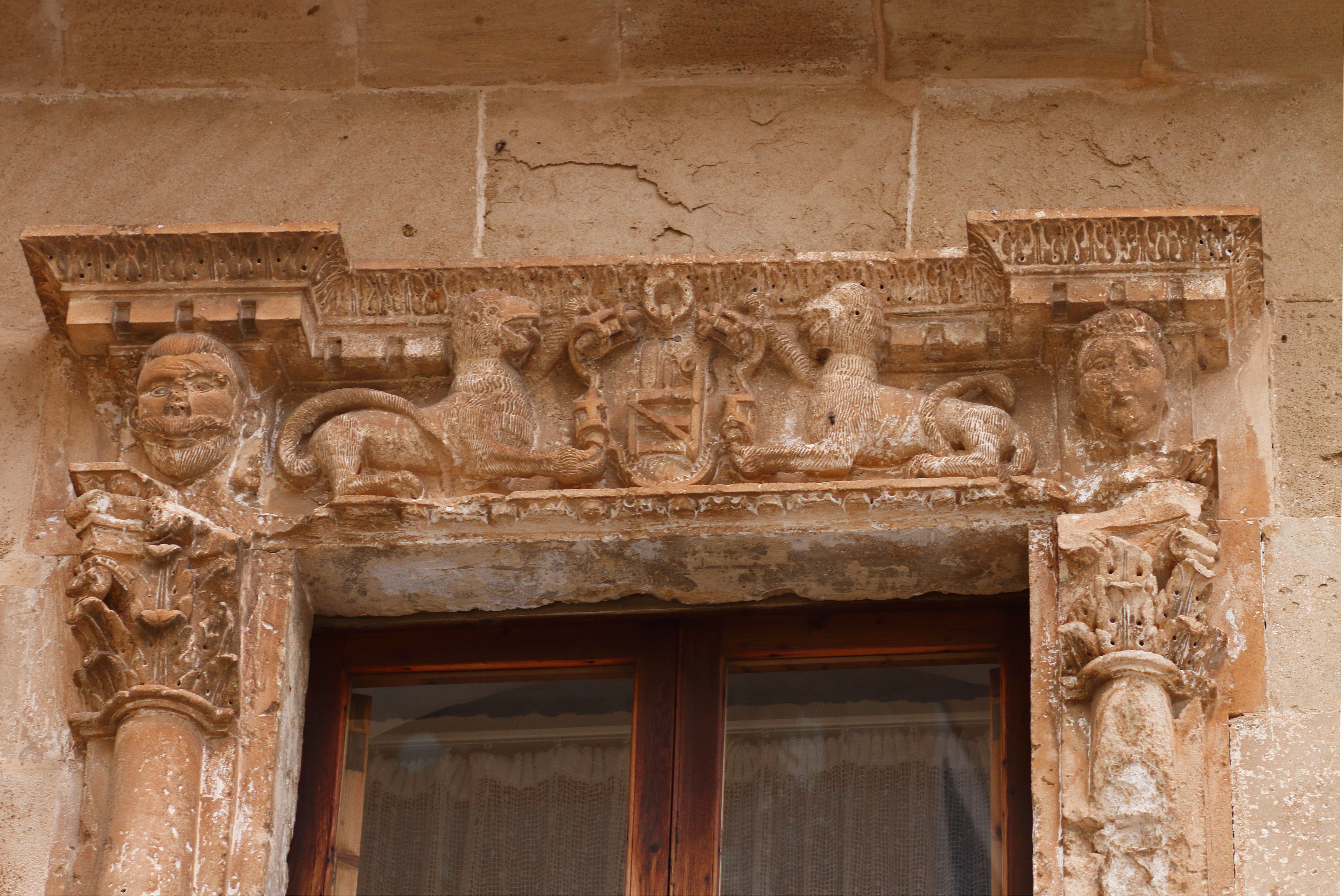
Steinerner Türsturz als Bildträger
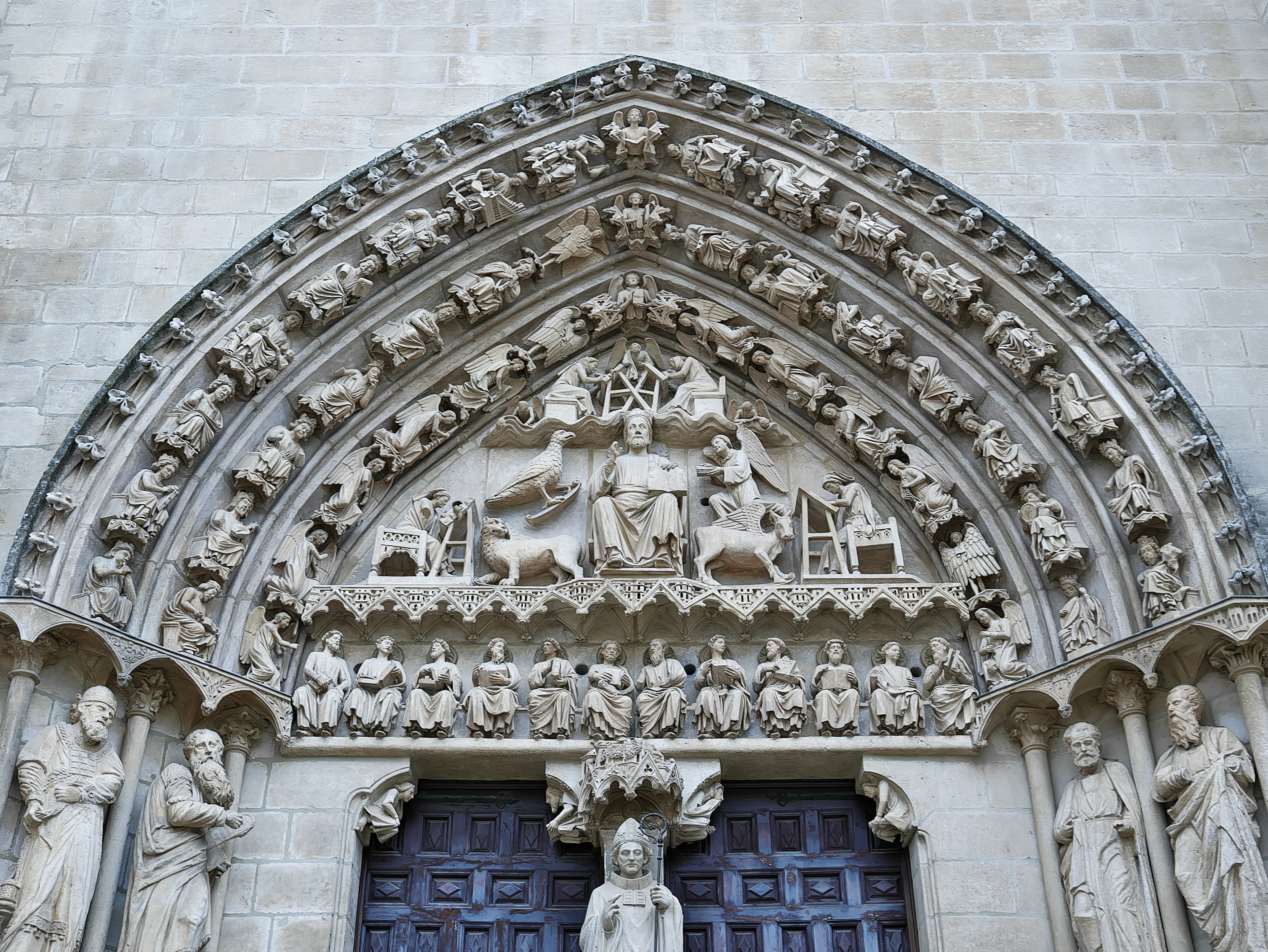
Zweiteiliges gotisches Kirchenportal mit Sturz als Linteau unter einem Tympanon mit Spitzbogenüberfangung
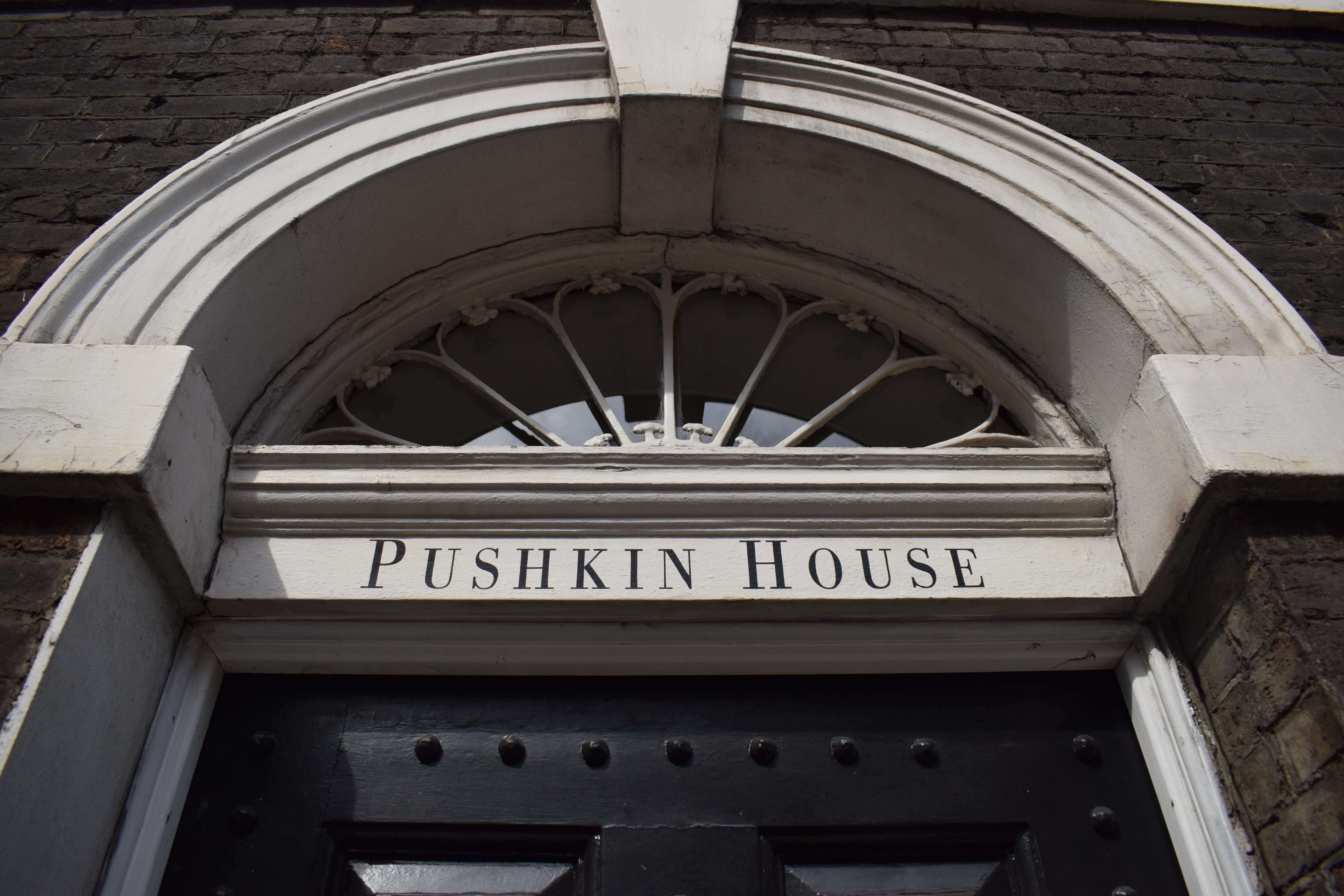
Sturzbalken in einem klassizistischen Rundbogenportal
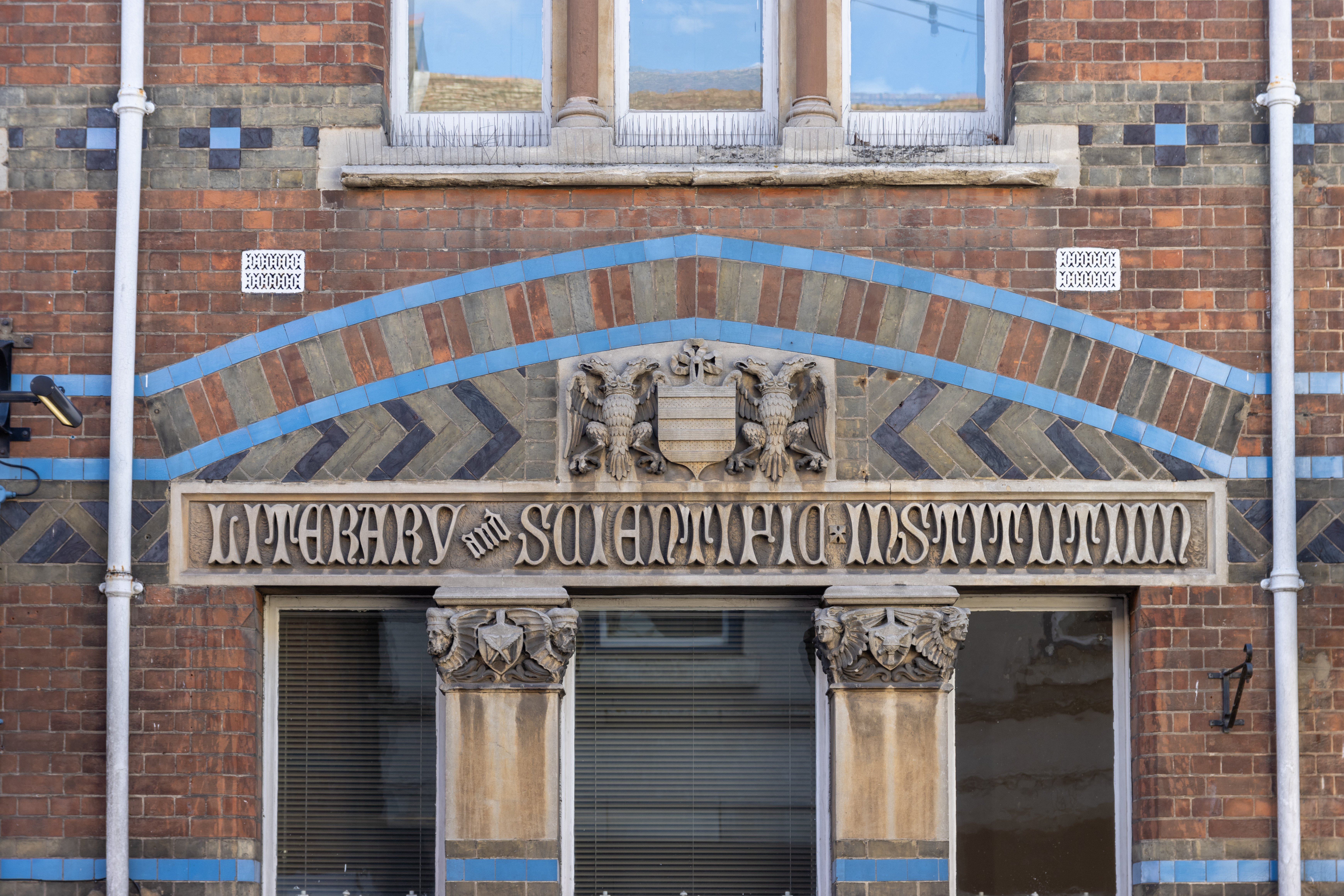
Steinerner Sturz eines dreiteilig gekuppelten Fensters, darüber ein Entlastungsbogen
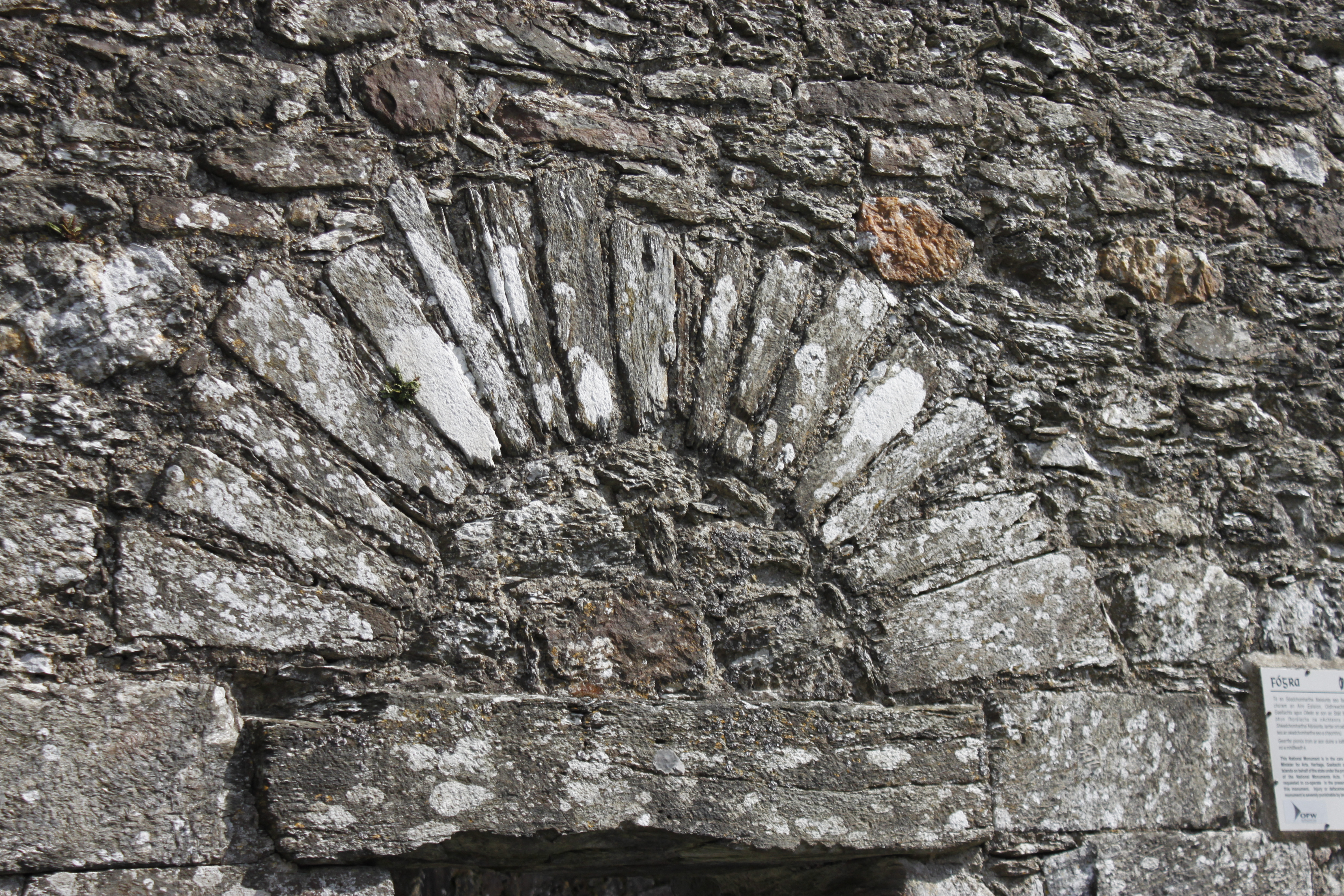
Entlastungsbogen über einem steinernen Fenstersturz
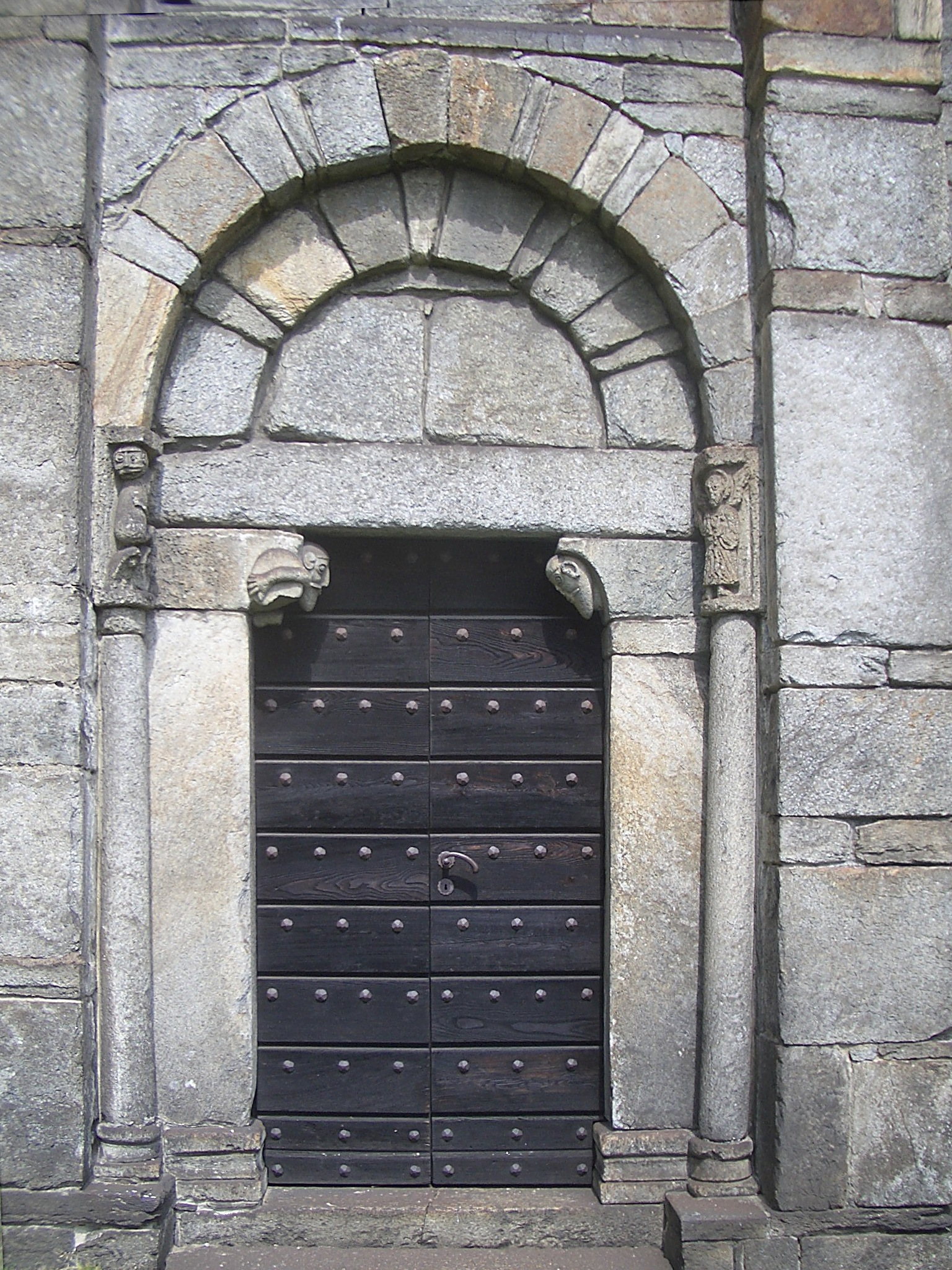
Romanisches Kirchenpartal mit steinernem Türsturz, Entlastungsbogen und Überfangungsbogen
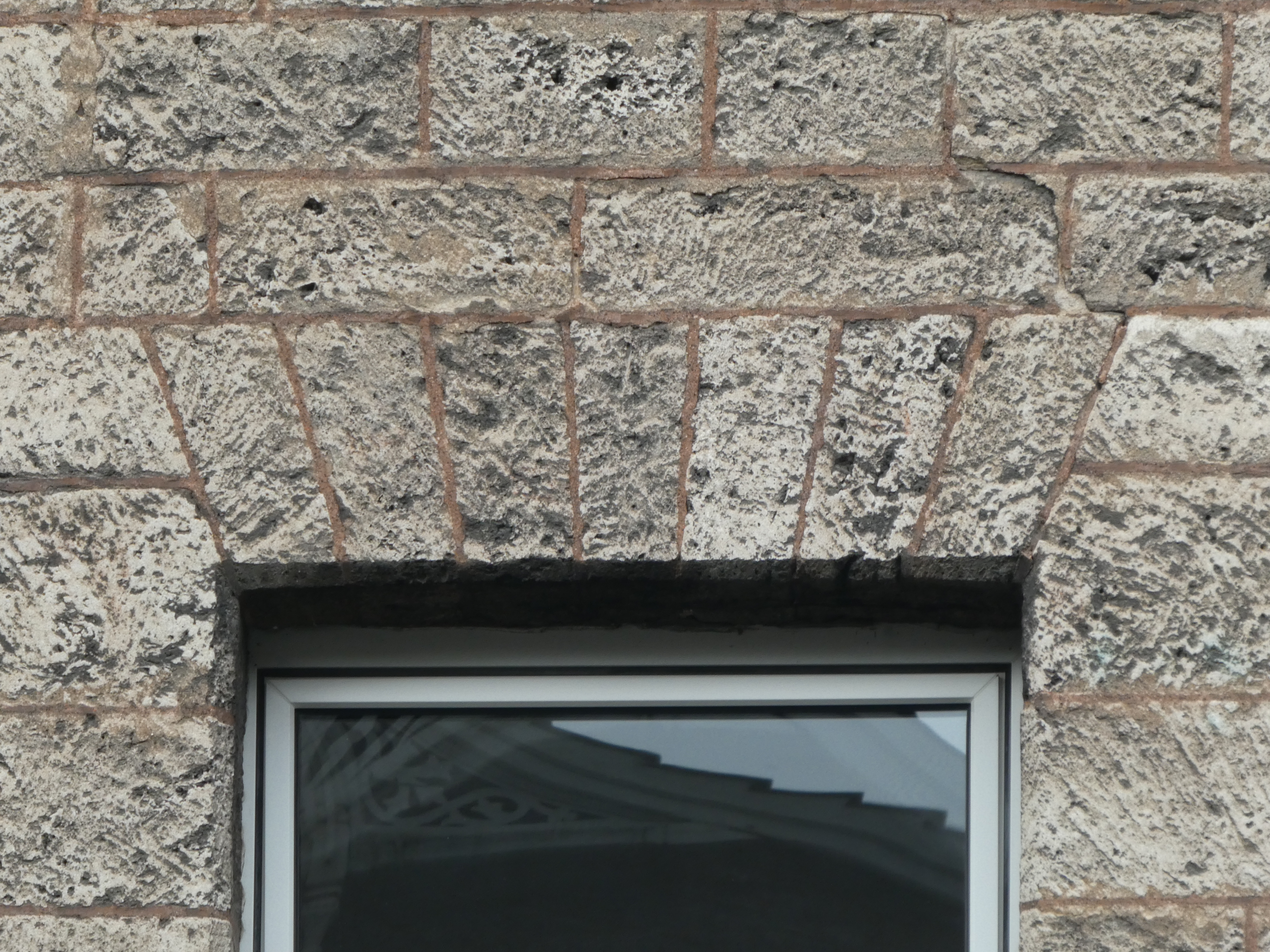
Steinerner Fenstersturz als scheitrechter Bogen
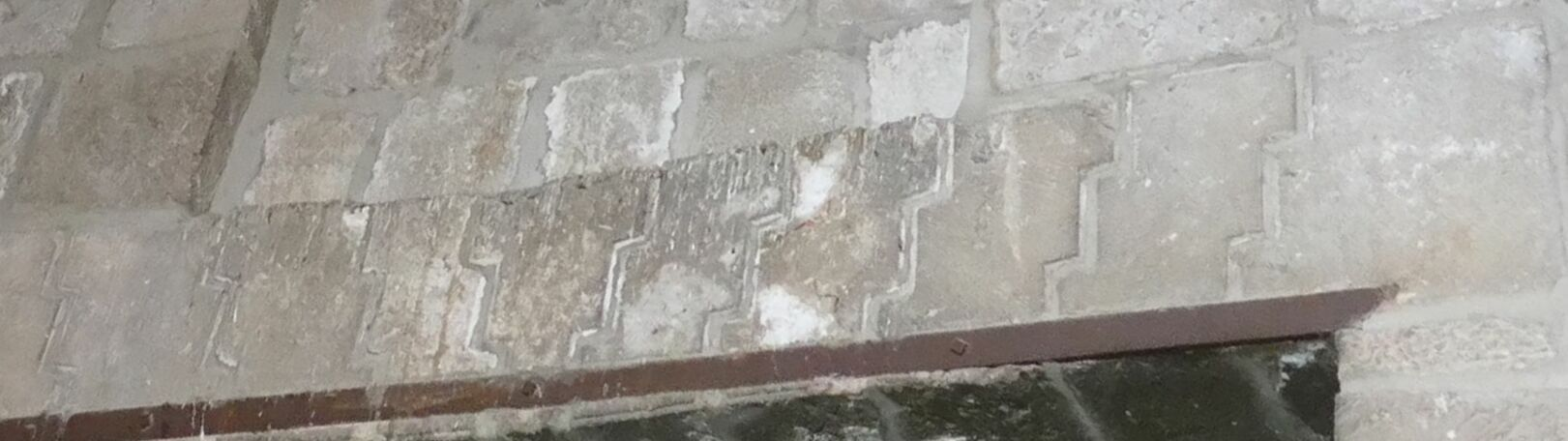
Scheitrechter Sturz mit Hakensteinen
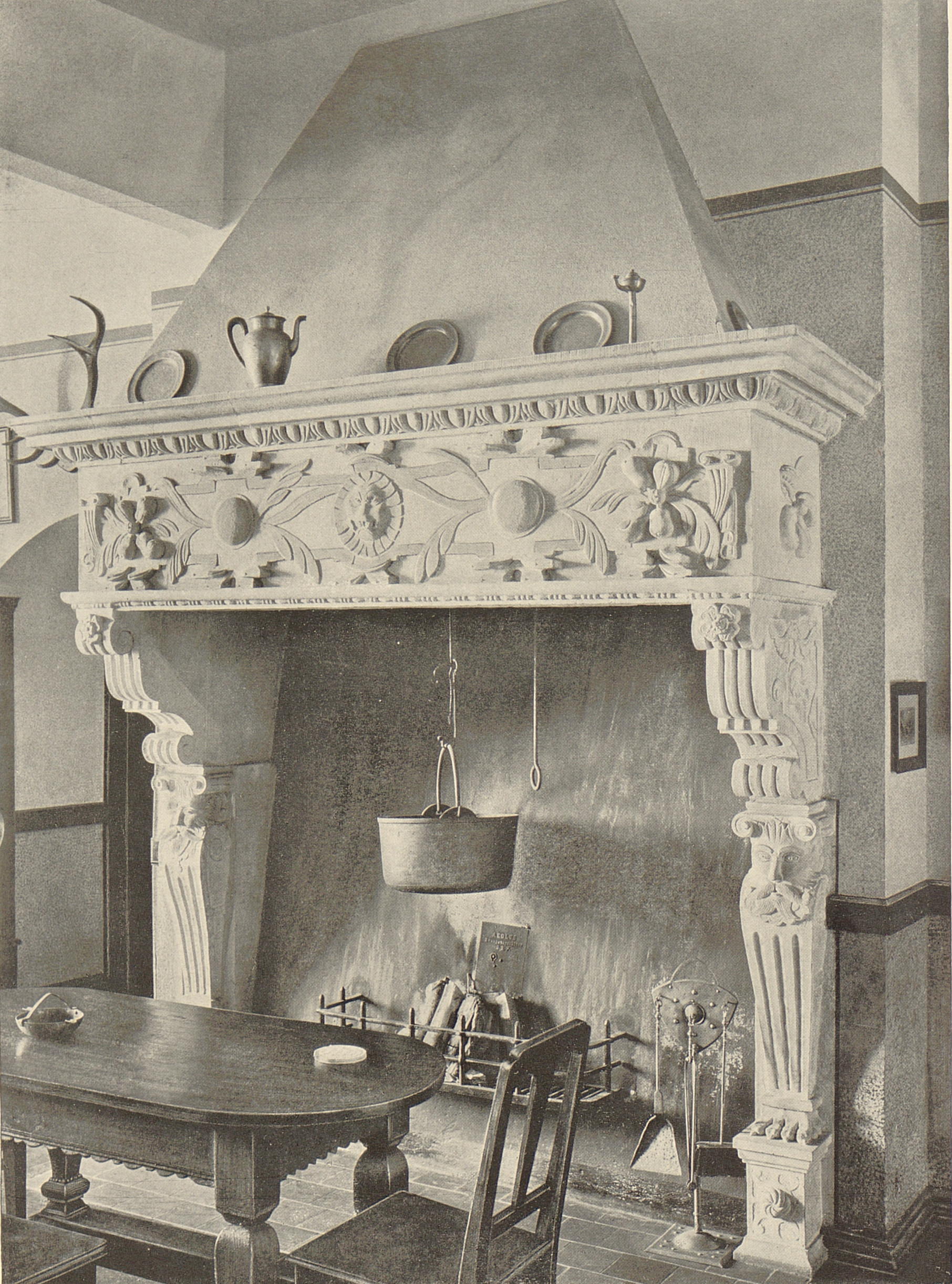
Renaissance-Kamin mit reich verziertem Sturz unter der Kaminhaube

## Moderne Technik
Im modernen Bauwesen gibt es beim Sturz verschiedene vorgefertigte Varianten: den Ziegelsturz, den Betonsturz und den Stahlsturz. Wenn mit vorgeblendeten Kalksand- oder Zementsteinen gearbeitet wird, verwendet man in der Regel Beton- oder Stahlstürze, bei der Arbeit mit Back- oder Leichtbackstein manchmal Tonstürze.
- Vorgefertigte Betonstürze gibt es in verschiedenen Breiten und Längen. Sie werden aber auch vor Ort als Stahlbetonbalken passend gegossen.
- Ziegelstürze gibt es vorgefertigt in den verschiedenen Breiten wie das Mauerwerk und verschiedenen Längen.
- Stahlstürze werden über Träger realisiert.
- Für Mauerwerk aus Porenbeton gibt es vorgefertigte bewehrte Sturze aus Porenbeton mit standardisierten Abmessungen.

Sobald das Mauerwerk eine gewisse Breite überschreitet, werden oft zwei oder mehr Stürze nebeneinander gelegt.

Beispiele
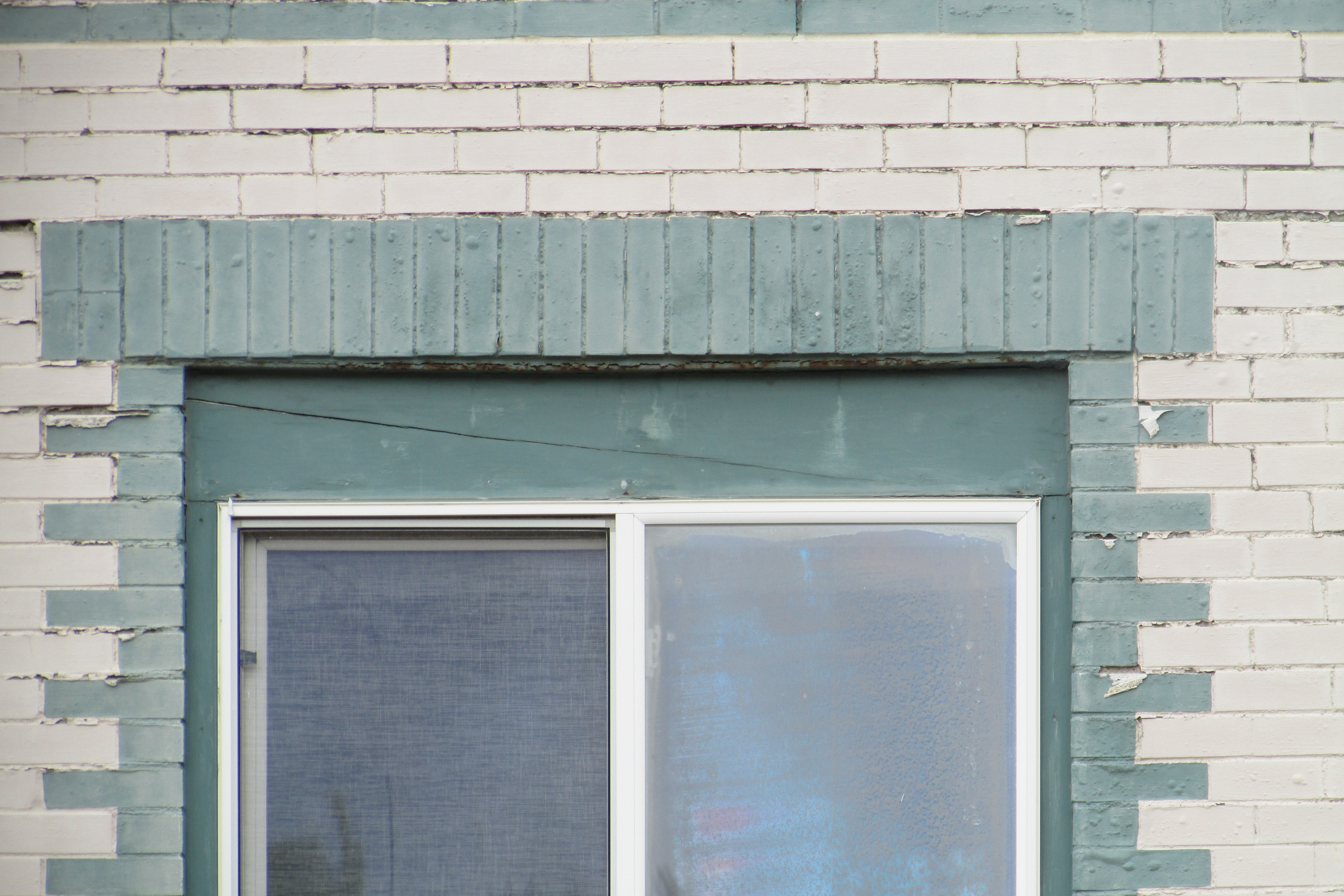
Scheitrechter Ziegelsturz
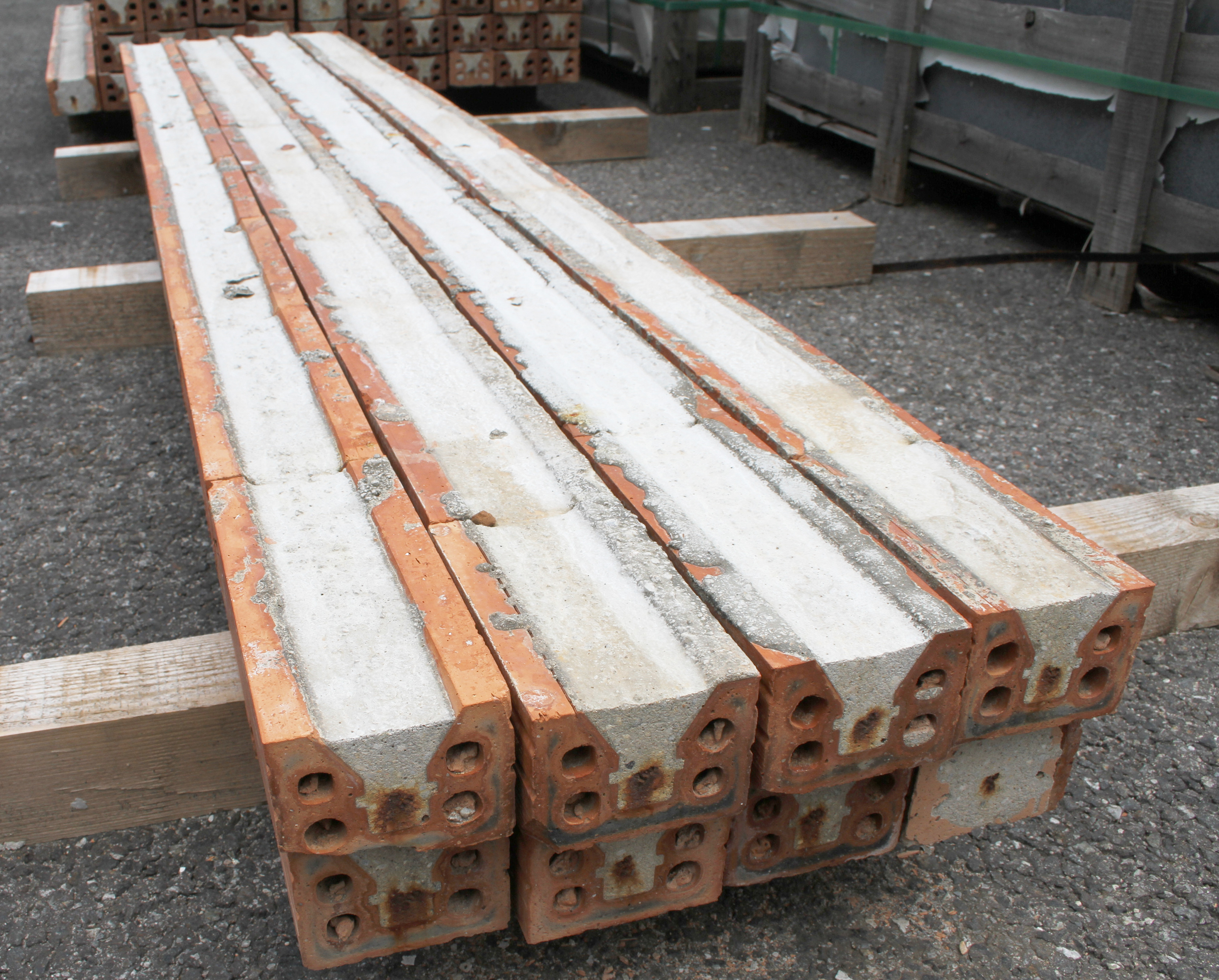
Vorgefertigte Ziegelstürze mit Stahlbetoneinlage vor dem Einbau